# Atherinella
Genre
Le genre Atherinella regroupe plusieurs espèces de poissons de la famille des Atherinopsidae.

## Liste des espèces
- Atherinella alvarezi - (Diaz-Pardo, 1972)
- Atherinella ammophila - Chernoff et Miller, 1984
- Atherinella argentea - Chernoff, 1986
- Atherinella balsana - (Meek, 1902)
- Atherinella beani - (Meek et Hildebrand, 1923)
- Atherinella blackburni - (Schultz, 1949)
- Atherinella bolivari - (Alvarez et Carranza, 1952)
- Atherinella brasiliensis - (Quoy et Gaimard, 1825)
- Atherinella callida - Chernoff, 1986
- Atherinella chagresi - (Meek et Hildebrand in Meek, 1914)
- Atherinella colombiensis - (Hubbs, 1920)
- Atherinella crystallina - (Jordan et Culver in Jordan, 1895)
- Atherinella elegans - Chernoff, 1986
- Atherinella eriarcha - Jordan et Gilbert, 1882
- Atherinella guatemalensis - (Günther, 1864)
- Atherinella guija - (Hildebrand, 1925)
- Atherinella hubbsi - (Bussing, 1979)
- Atherinella jiloaensis - (Bussing, 1979)
- Atherinella lisa - (Meek, 1904)
- Atherinella marvelae - (Chernoff et Miller, 1982)
- Atherinella meeki - (Miller, 1907)
- Atherinella milleri - (Bussing, 1979)
- Atherinella nepenthe - (Myers et Wade, 1942)
- Atherinella nesiotes - (Myers et Wade, 1942)
- Atherinella nocturna - (Myers et Wade, 1942)
- Atherinella pachylepis - (Günther, 1864)
- Atherinella pallida - (Fowler, 1944)
- Atherinella panamensis - Steindachner, 1875
- Atherinella pellosemeion - Chernoff, 1986
- Atherinella robbersi - (Fowler, 1950)
- Atherinella sallei - (Regan, 1903)
- Atherinella sardina - (Meek, 1907)
- Atherinella schultzi - (Alvarez et Carranza, 1952)
- Atherinella serrivomer - Chernoff, 1986
- Atherinella starksi - (Meek et Hildebrand, 1923)
- Atherinella venezuelae - (Eigenmann, 1920)